# Assenois (Vaux-sur-Sûre)
Pour les articles homonymes, voir Assenois.
Assenois (en wallon : Èsnè) est un village de la section de Hompré, dans la commune belge de Vaux-sur-Sûre, située en Région wallonne dans la province de Luxembourg.

## Géographie
Assenois se trouve à cinq kilomètres au sud de Bastogne. Le village est situé dans une étroite vallée, dans laquelle coule le ruisseau Strange, affluent de la Sûre.
Assenois vient de « Hasse », du germanique « hestre » (hêtre), et « tenoit » pour « tenure ».

## Transports

### Routes
Assenois est longé, à l'ouest, par la voie romaine qui reliait Arlon à Mande-Saint-Étienne et Bastogne. Durant le haut Moyen Âge, la route Neufchâteau-Bastogne est construite. Elle passe par Bercheux, Rosières, Cobreville, Remichampagne, Clochimont et Assenois. Elle est baptisée Voie de la Liberté après avoir été empruntée par les chars de Patton, lors de la libération de Bastogne, durant l'offensive des Ardennes.
La route Fauvillers-Sibret est également très ancienne. La grand-route Neufchâteau-Bastogne est construite au XIXe siècle. 1904 est l'année de mise en service de la voie vicinale reliant Arlon à Bastogne. Elle est aujourd'hui (2011) désaffectée, mais il est prévu qu'elle fasse partie du réseau Ravel. Le village est situé sur la Nationale 4 et près de l'échangeur de Villeroux de l'autoroute E25/A26.

### Autobus
Assenois est desservi par les bus TEC :
- ligne no  2 Bastogne - Martelange - Fauvillers : trois passages quotidiens ;
- ligne no  413 Bastogne - Neufchâteau : six passages quotidiens.

Il est également desservi par les bus à la demande de la ligne Telbus.

## Démographie
Assenois compte 224 habitants au 15 février 2008, répartis en 59 foyers. À la fin du XXe siècle, la croissance démographique est forte. Elle est liée aux emplois, nombreux au Luxembourg voisin.

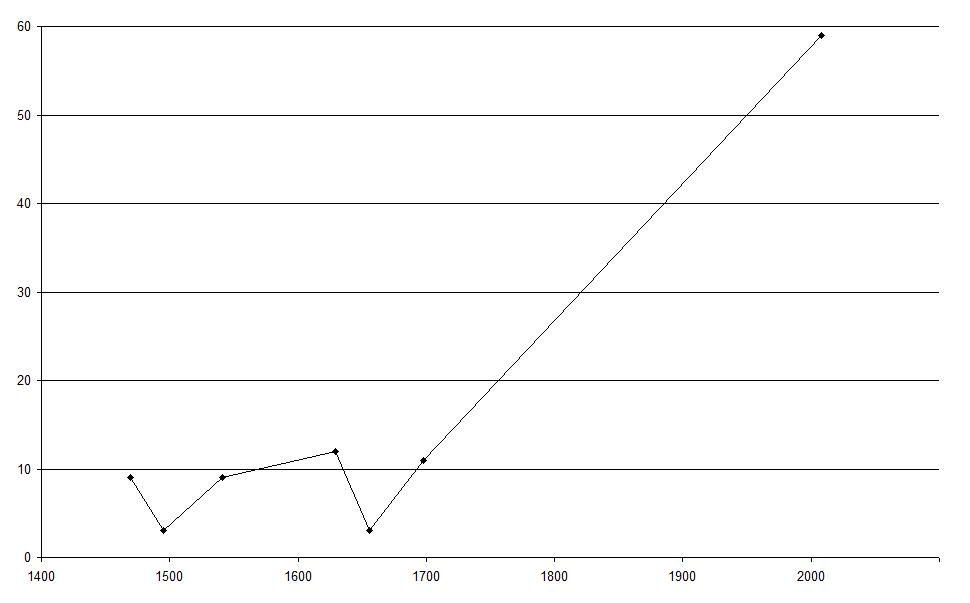
Évolution du nombre de foyers.

| 1766 | 1786 | 1795 | 1821 | 1823 | 1846 | 1908 | 1981 | 2007 |
| ---- | ---- | ---- | ---- | ---- | ---- | ---- | ---- | ---- |
| 85   | 116  | 100  | 94   | 127  | 182  | 218  | 130  | 205  |

| 2008 | 2017 | - | - | - | - | - | - | - |
| ---- | ---- | - | - | - | - | - | - | - |
| 224  | 229  | - | - | - | - | - | - | - |

| Année            | 1469 | 1495 | 1541 | 1629 | 1656 | 1698 | 2017 |
| Nombre de foyers | 9    | 3    | 9    | 12   | 3    | 11   | 77   |

## Histoire

### Préhistoire
(Le lieu-dit Le Sart est sur Assenois L'Église et pas Assenois Vaux-sur-sûre) En 1985, des fouilles mettent au jour seize tombes, réparties sous six tumulus, au lieu-dit Le Sart, à une altitude comprise entre 390 et 405 m. Chaque tumulus contient au moins une tombe. Seul le tumulus V, avec trois tombes, ne contient pas de bijoux, seulement des armes et de la poterie.
Au lieu-dit Au Fond de la Grange, à une altitude de 468 m, près du sommet d'une colline, un tumulus est fouillé en 1971. Il a 14 m de diamètre, pour une hauteur de 0,20 m et contient trois tombes. Les tombes 1 et 2 sont parallèles entre elles et situées au centre du tumulus. La tombe 3 est à trois mètres des deux autres. Seule la tombe 2 contient des bijoux.
Les torques retrouvés dans ces tombes permettent de les dater de la première moitié du Ve siècle av. J.-C. Les inhumations s'étendraient de la phase Jogasse de la culture Aisne-Marne à la phase Ia de la période de La Tène. La tombe 2 du tumulus III, au Sart est, elle datée de La Tène Ib.

### Époque historique

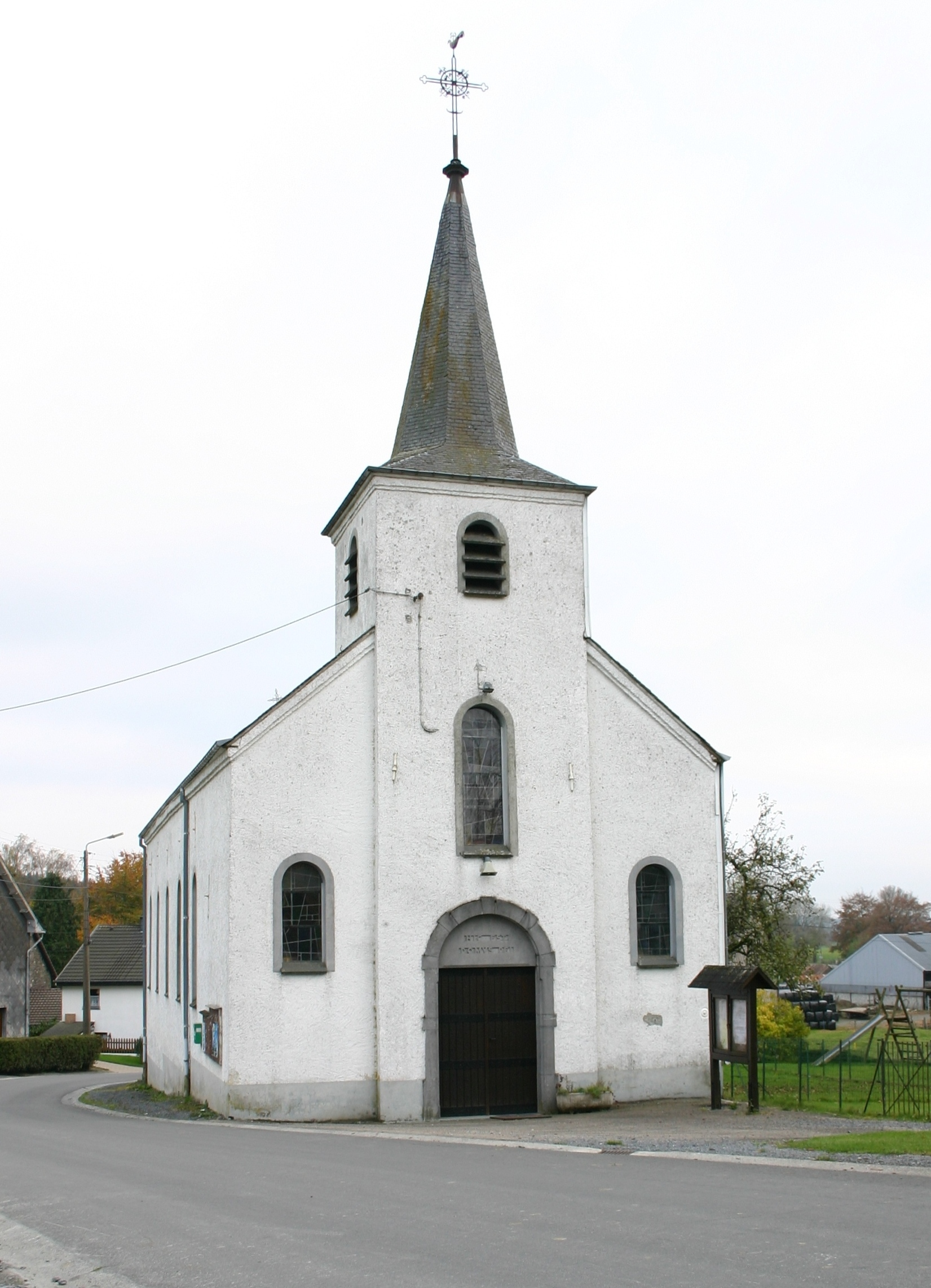
L'église d'Assenois.

La paroisse d'Assenois est fondée au début du Moyen Âge et est dédiée à saint Martin. Un texte de 1243, réglant le patronat de l’église de Villers-la-Bonne-Eau, mentionne la localité de Hastenoit, rattachée à l’antique paroisse de Mande-Sainte-Marie. Le village appartient à Lambertus, miles (chevalier) de Hastenoit. En 1315, la Seigneurie d'Astenay fait partie de la mairie de Chaumont, qui dépend de la prévôté de Bastogne et regroupe l'équivalent de la commune de Vaux-sur-Sûre, sauf Morhet, Remience, Chenogne et Mande-Sainte-Marie. En 1342, Hastenoit a évolué en Astenay.
En 1470, la famille des Goosse de Chaumont Estenoy est installée dans le village, qui prend le nom d'Estenoy, en 1480. De 1588 à 1628, le capitaine d'arquebusiers Jean de Baclain, dit Jean Goffa, époux de Marie de Chaumont Assenoy, acquiert les propriétés des anciennes tenures de Chaumont et Assenois. Lors de l'incendie d'Assenois, en 1602, par les Hollandais, Jean Goffa rachète le feu aux pillards, pour qu'ils épargnent sa seule maison. Par la suite, durant la guerre de Trente Ans, il s'enrichit en vendant des céréales et rachète à bas prix les terres des familles ruinées.
En 1636, les ravages de la peste sont signalés au village d'Assenoy. Catherine Goosse d'Assenois hérite de la seigneurie, à la suite du décès de tout le reste de sa famille durant l'épidémie. Elle épouse Jean Dutroux, lieutenant-prévôt de Bastogne. Par achat de fonction, Assenois devient Seigneurie de Haute Justice. La famille d'Assenois occupe le manoir jusqu'en 1672.
La dénomination moderne d'Assenois apparaît dès le XVIIIe siècle. En 1760, la famille Dutroux vend le château d'Assenois, avec ses dépendances, terres et droits seigneuriaux, au comte de Berlo. Lors de la création des municipalités, en 1795, Assenois fait partie de la municipalité de Chaumont. À la mort du comte de Berlo, en 1799, le domaine passe aux comtes de Lannoy.
En 1823, la municipalité est supprimée, et Assenois, ainsi que Remichampagne et Remoiville, est réuni à Hompré. Le domaine revient ensuite au baron Arnould de Tornaco, qui décède, à Assenois, le 11 janvier 1885.
L'église date de 1885. Elle subit des dommages lors de la bataille des Ardennes, pendant la Seconde Guerre mondiale. Durant cette bataille, le général Patton réussit à briser l'encerclement allemand de Bastogne à proximité d'Assenois, créant le couloir d'Assenois, qui est utilisé par les ambulances pour évacuer les blessés de la ville et installer des hôpitaux de campagne. L'église est restaurée en 1961.
En 1976, Assenois est rattaché à la municipalité de Vaux-sur-Sûre.